# Henri-Auguste de Loménie
Pour les autres membres de la famille, voir Famille de Loménie.
Henri-Auguste de Loménie, comte de Brienne du chef de sa femme, seigneur de La Ville-aux-Clercs, baptisé le 28 octobre 1595 à Saint-Germain-l'Auxerrois à Paris et mort le 3 novembre 1666, est un homme politique français du XVIIe siècle. Il est secrétaire d'État aux Affaires étrangères de Mazarin pendant la minorité de Louis XIV.

## Origines familiales
Henri-Auguste de Loménie est issu de la famille de Loménie, originaire de Flavignac en Limousin.
Il est le petit-fils de Martial de Loménie (mort le 10 septembre 1572), notaire du parlement de Rouen reçu le 25 septembre 1550, conseiller secretaire du roi reçu 26 août 1552, greffier du grand conseil en septembre 1556, secretaire des finances reçu le 8 août 1557), seigneur de Versailles du 5 juillet 1561 à 1672, tué, selon une tradition, à la Saint-Barthélemy comme protestant, ou, selon une autre, étranglé dans les prisons du Châtelet, à l'instigation du maréchal de Retz qui voulait avoir ses terres et de Jacquette Pinault.
Il est le fils d'Antoine de Loménie (né en 1560 et mort à Paris le 17 janvier 1638), seigneur de La Ville-aux-Clercs, secrétaire ordinaire du roi de Navarre pourvu le 1er août 1581, puis de conseiller secrétaire des finances pourvu le 13 avril 1590, prisonnier des ligueurs en 1591 et enfermé au château de Pontoise, conseiller secrétaire du roi maison, maison, couronne de France reçu le 1er mai 1593 résigne en août 1593, ambassadeur extraordinaire auprès d'Élisabeth d'Angleterre le 5 octobre 1595, secrétaire d'État de Navarre en 1598, huguenot converti au catholicisme en 1606, secrétaire d'État de la maison du roi en survivance de Beaulieu-Ruzé du 4 mars 1606 au 6 novembre 1613, abbé de Notre-Dame de Josaphat de 1610 à 1612, secrétaire d'État de la maison du roi en titre du 6 novembre 1613 au 17 janvier 1638 et d'Anne Aubourg Porcheux (morte le 8 avril 1608).
Il est le frère de
- Marie Antoinette de Loménie (morte le 4 juin 1638) mariée en 1612, en premières noces, avec André de Vivonne (mort le 24 septembre 1616), grand fauconnier de France en 1612, baron de la Chastaigneraye, seigneur de la Béraudière et en secondes noces en 1622 avec Jacques Chabot, marquis de Mirebeau, fils de François Chabot, lui-même fils cadet de l'amiral Philippe[20] (mort à Dijon le 29 mars 1630), conseiller du Roi en ses conseils, gentilhomme ordinaire de fa Chambre, Mestre-de-Camp du régiment de Champagne, lieutenant général au gouvernement de Bourgogne, chevalier du Saint-Esprit le 5 janvier 1597.
- Catherine-Henriette de Loménie (morte le 28 février 1667) mariée le 12 février 1620 à Henri d'Orléans (mort le 4 mai 1651[21]), marquis de Rothelin, baron de Varenguebec, Neaufle et Hugueville, gouverneur de Reims et de Verneuil[22] le 17 août 1588, conseiller d'épée nommé par brevet de 1615, gentilhomme ordinaire de la chambre de Louis XIII par brevet de 1620, maréchal de camp et des armées du roi le 9 janvier 1637[23], chevalier du Saint-Esprit nommé par brevet du 1er octobre 1641.

## Biographie
Le futur comte de Brienne est naturellement destiné aux charges publiques, et son père lui donne une excellente éducation. De 1601 à 1604, il est élève au collège de Boncour. De 1604 à 1609, il effectue un voyage en Europe qui le fait séjourner en Allemagne, en Pologne, à Vienne et enfin en Italie, par ordre de son père, pour le préparer à la carrière qu'on ambitionne pour lui. Il est de retour à Paris vers la fin de novembre 1609. En 1612, il se rend en Angleterre. Le 26 octobre 1612, il est reçu conseiller, secrétaire du roi, maison et couronne de France sur résignation de son père. Le 10 octobre 1613, il est pourvu de la charge de secrétaire des commandements de Navarre, par brevet et lettre patente datés de Fontainebleau. Il en prête le serment entre les mains de Nicolas Brulart de Sillery, chancelier de France et de Navarre le 22 octobre 1613. Le Roi lui donne une commission pour signer en finance avec gages de 1 000 livres par an par lettres du 6 janvier 1614 dont il prête le serment le 29 décembre 1614. Marie de Médicis, régente de France, le charge, en 1614, de négocier avec quelques députés des États généraux « dont les esprits étaient indisposés » et son habile intervention obtient d'eux la nomination d'un président agréable à la cour.
Du 10 août 1615 au 17 janvier 1638, il est secrétaire d'État de la maison du roi en survivance de son père. Ses lettres de provision indiquent que le roi l'a nommé « ayant égards aux fidèles, signalés et recommandables services que son aimé et féal conseiller en ses conseils d'État et privé et secrétaire d'État de ses commandements et finances, messire Antoine de Loménie, chevalier, baron de La Ville-aux-Clercs a faits à la couronne depuis 25 ans en plusieurs charges et affaires d'importance, où il a été envoyé pendant le règne du feu roi, lequel avait servi aussi plus de 25 ans auparavant, et depuis son avènement à la couronne sans aucune discontinuation, sans y avoir épargné ni sa vie ni ses moyens ». Il est reçu dans cette charge le 12 août 1615. Sa principale occupation est alors de son propre témoignage « d'accompagner le roi et d'acquérir l'honneur de ses bonnes grâces, à quoi [il] réussi[t] ». En 1617, il obtient la survivance de maître des cérémonies et le 22 mars 1619 il est nommé prévôt des ordres du Roi sur la démission de François Pot, seigneur du Magnet et de Rhodes, charge dont il démissionne à son tour le 17 juillet 1621 en faveur de son cousin, Charles de Loménie. À cette occasion, il reçoit une lettre flatteuse de Louis XIII lui promettant de le nommer chevalier du Saint-Esprit à la prochaine promotion. En 1622, il devient commandant des Tuileries où il succède à Charles d'Albert, duc de Luynes, décédé le 15 décembre 1621.
Le règlement du 5 février 1624 modifie les attributions des secrétariats d'État, les affaires étrangères étant désormais réparties entre trois départements. Celui de son père est chargé de l'Angleterre, de l'Écosse, l'Irlande, Levant et Danemark. Le roi nomme en outre commissaire Henri-Auguste de Loménie avec le cardinal de Richelieu, le garde des sceaux d'Aligre et La Vieuville pour traiter sur les Anglais. Il est ambassadeur en Angleterre du 27 novembre 1624 à 1625, où il est chargé de négocier les clauses du mariage de la jeune sœur de Louis XIII, Henriette-Marie de France avec le prince de Galles. Le 12 décembre 1624, il est reçu docteur et maître ès arts en l'université de Cambridge. Le cardinal de Richelieu lui exprime sa satisfaction le 31 décembre 1624 « le roi a un extrême contentement de la façon avec laquelle vous avez été reçu, et du bon succès des affaires que vous avez traitées. Je n'attendais pas moins de votre dextérité et de votre bonne conduite ». Le règlement du 11 mars 1626 regroupe de nouveau les Affaires étrangères en seul un secrétariat confié à Raymond Phélypeaux d'Herbault. Henri-Auguste de Loménie ne s'en voit pas moins confier des missions politiques délicates. Après la journée des dupes, il est envoyé le 12 novembre 1630 auprès de Michel de Marillac rechercher les sceaux pour les donner à Charles de L'Aubespine. C'est également lui qui est chargé le 24 février 1631, de demander à la reine mère qui se trouve isolée au château de Compiègne de se retirer à Moulins. Le 18 août 1632, il est fait conseiller d'honneur au parlement de Paris avec pouvoir d'y seoir, assister et avoir voix délibérative. L'arrêt porte les motifs les plus élogieux. Le parlement décide le 26 août 1632 que  « le roi venant en son lit de justice, ledit sieur de le Ville-aux-Clercs n'aura séance en ladite Cour que comme secrétaire des commandements ». Il n'en est pas moins reçu le 28 août 1632. .
Du 17 janvier 1638 au 23 février 1643, il est secrétaire d'État en exercice de la maison du roi. En cette qualité il contresigne les actes royaux relatifs aux affaires domestiques et les brevets portant nomination des nouveaux officiers. Son département ministériel est chargé de l'administration de Paris, de l’Île-de-France, de l’Orléanais, de la Beauce, du Soissonnais, du Berry, de la Navarre et du Béarn. En 1640, il est chargé d'annoncer à Marie de Hautefort sa disgrâce. Dans ses fonctions il refuse d'être la créature de Richelieu et d'appartenir à aucun parti. À la fin du règne de Louis XIII, la cour l'accuse d'avoir conseillé à César de Vendôme, impliqué dans la conspiration de Chalais, visant Richelieu, de demander au roi la grâce de revenir en France. Brienne a l'impression de perdre le soutien du souverain. « Comme je remarquai alors que le roi ne me regardais plus d'un si bon œil, je pris la résolution de me défaire de ma charge après en avoir eu le consentement de la reine. La raison que je lui en donnai était que je serais hors d'état de la pouvoir servir tant que le roi vivrait mais que si Dieu venait à disposer de ce prince, je serais toujours prêt de faire ce qu'elle commanderait ». Il résigne sa charge de secrétaire d'État le 23 février 1643 en faveur de Henri du Plessis-Guénégaud.
Après la mort de Louis XIII, il est rappelé aux affaires par la reine régente Anne d'Autriche, confiante dans son zèle et son affection et attachée à Mme de Brienne. Du 23 juin 1643 au 14 avril 1663, il succède à Léon Bouthillier de Chavigny comme secrétaire d'État des affaires étrangères. Il est chargé des provinces de Bretagne, Provence, Brie et Champagne ainsi que Metz, Toul, Verdun et Sedan, ou encore la marine de Ponant et les pensions. Mazarin qui ne l'aime pas mais ne peut obtenir son éloignement le tient à l'écart de la rédaction des dépêches et des mémoires destinés aux plénipotentiaires français aux négociations de Westphalie. Brienne est chargé, en 1651, d'informer Monsieur et le parlement de Paris de l'exil du principal ministre. Par condescendance pour Anne d'Autriche, et quoique le retour de ce ministre lui paraisse devoir être funeste à la France, Brienne signe et expédie l'ordre du Roi qui rappelle le cardinal le 15 décembre 1651. Du 6 juin 1659 au 10 mars 1661, il est ministre d'État Mais il est progressivement évincé des affaires au profit d'Hugues de Lionne, lui aussi nommé ministre d'État le 23 juin 1659. Il est tenu à l'écart des négociations du traité des Pyrénées en 1659.
La disparition de Mazarin, le 9 mars 1661, ne lui permet pas de rétablir sa situation. Louis XIV n'attend rien de lui comme il ne s'en cache pas dans ses Mémoires pour l'instruction du dauphin « Le comte de Brienne, secrétaire d'État, qui avait le département des étrangers, était vieux, présumant beaucoup de soi, et ne pensant d'ordinaire les choses ni selon mon sens, ni selon ma raison ». Le souverain déclare au fils du secrétaire d'État « Lionne est assuré de mon affection, et je suis content de ses services. Je prétends, Brienne, que vous agissiez de concert avec lui dans les Affaires étrangères et que vous écriviez à mes ambassadeurs tout ce qu'il mandera ou dira de ma part sans nouvel ordre de ma part ». Le fils du comte de Brienne adresse au roi le 20 janvier 1662 un mémoire pour défendre ses « intérêts propres » où il demande « le libre et entier exercice de sa charge ». Louis XIV se prononce en faveur de Lionne. Les Brienne père et fils doivent démissionner. Hugues de Lionne est chargé, par lettre de provision du 20 avril 1663, du département des Affaires étrangères. Il prête serment le jour même.
Le comte de Brienne meurt le 3 novembre 1666 à Paris rue des Saints-Pères, dans l'hôtel de sa fille. Son corps est porté à Saint-Sulpice, sa paroisse et de là aux carmélites de Saint-Denis dont il était le fondateur et où il est inhumé aux côtés de sa femme. Des témoignages éclatants de regrets lui sont donnés par ses anciens collègues. Le Tellier, devenu chancelier, dit en plein conseil, lorsqu'il en apprend la nouvelle, « qu'il n'avait jamais vu un homme plus intelligent dans les affaires, moins ébranlé dans les dangers, moins étonné dans les surprises, et plus fertile en expédients pour s'en démêler heureusement. » Et le roi Louis XIV ajoute : « Je perds aujourd'hui le plus ancien, le plus fidèle et le plus informé de mes ministres. »
Le comte de Brienne avait écrit un ouvrage pour l'instruction de ses enfants : Mémoires contenant les événements les plus remarquables du règne de Louis XIII et de celui de Louis XIV jusqu’à la mort du cardinal Mazarin

## Fortune
Le 8 juillet 1634, Henri-Auguste Loménie assure par contrat une rente annuelle de 2 400 livres au couvent du Chasse-Midi et le gratifie d'une somme de 1 200 livres pour subvenir à ses premières dépenses. En janvier 1640, il acquiert de César, duc de Vendôme, comte de la Marche, la terre de Boussac en échange de celle de la Ville-aux-Clerc. Le 1er avril 1640, il achète à Richard Marpon, conseiller secrétaire du roi, maison et couronne de France, moyennant 390 000 livres le comté de Brienne, les baronnies de Pougy et de Thourotte. Il échange aussitôt avec Pierre Pithou, conseiller au parlement, les baronnies de Pougy et de Thourotte contre les seigneuries de Chaudrey et de l'Isle-sous-Ramerupt.
En février 1643, il vend sa charge de secrétaire d'État 925 000 livres à Henri du Plessis-Guénégaud
. Le 15 juin 1643, il achète 500 000 livres la charge de secrétaire d'État possédée par Léon Bouthillier de Chavigny. La reine lui donne 200 000 livres. Le 20 septembre 1660, il revend au prince de Conti moyennant 200 000 livres un superbe hôtel conçu par l’architecte Clément Métezeau, quai Malaquais. Par un traité du 14 avril 1663, il revend 900 000 livres sa charge de secrétaire d'État à Hugues de Lionne, 700 000 livres pour son fils et 200 000 livres pour lui.

## Descendance
Henri-Auguste de Loménie épouse, par contrat du 7 février 1623 et à Saint-Eustache le 2 mars 1623, Louise de Béon (née en 1602, morte à Paris, paroisse Saint-Sulpice le 2 septembre 1665) comtesse héritière de Brienne, issue de l'illustre maison de Luxembourg par sa mère et de la maison de Béon par son père ; il en eut sept enfants:
- Marie-Antoinette (née vers 1624, morte le 8 décembre 1704, âgée de 80 ans), mariée le 4 juin 1642 à Nicolas-Joachim, marquis de Rouault de Gamaches (né en 1621, mort à Beauchamps le 22 octobre 1687)
- Louis-Henri de Loménie (né le 13 janvier 1635, mort à Château-Landon le 17 avril 1698), secrétaire d'État des affaires étrangères en survivance de son père du 24 août 1651[65] au 14 avril 1663[46], conseiller d’État le 12 septembre 1651, retiré chez les pères de l’Oratoire du 24 janvier 1664 au 12 juin 1670, enfermé par lettre de cachet dans l’abbaye de Saint-Lazare, véritable asile de fous du 27 janvier 1674 au 1692
- Charles-François (né en 1638, mort le 7 avril 1720), abbé de Saint-Éloi de Noyon en Picardie de 1653 à 1720, de Saint-Germain d'Auxerre, de Saint-Cyprien de Poitiers, reçu docteur de la maison et société de Sorbonne le 8 mars 1665, évêque de Coutances, nommé par brevet du roi du 5 décembre 1666 et bulles du 12 décembre 1667, sacré par François Harlay dans l'église des religieuses carmélites de Saint-Denis le 19 février 1668, prend possession de son évêché le 28 octobre 1668[66]
- Alexandre-Bernard (né vers 1640, mort en 1673[67]), chevalier de malte le 16 juin 1645[68], nommé consul au Caire et à Alexandrie par lettres patentes du 30 novembre 1647[69] et du 21 février 1656[70], commandeur de La Rochelle
- Jeanne, morte jeune
- Madeleine, morte jeune